# Mumbai City Football Club 2022-2023
Questa voce raccoglie le informazioni riguardanti il Mumbai City nelle competizioni ufficiali della stagione 2022-2023.

## Organico

### Rosa
| N. |                      | Ruolo | Calciatore            |
| -- | -------------------- | ----- | --------------------- |
| 1  | India (bandiera)     | P     | Phurba Lachenpa       |
| 2  | India (bandiera)     | D     | Rahul Bheke           |
| 4  | India (bandiera)     | D     | Amey Ranawade         |
| 5  | India (bandiera)     | D     | Mehtab Singh          |
| 6  | India (bandiera)     | A     | Vikram Pratap Singh   |
| 7  | India (bandiera)     | A     | Lallianzuala Chhangte |
| 8  | Spagna (bandiera)    | C     | Alberto Noguera       |
| 9  | India (bandiera)     | A     | Gurkirat Singh        |
| 10 | Marocco (bandiera)   | C     | Ahmed Jahouh          |
| 13 | India (bandiera)     | P     | Mohammad Nawaz        |
| 14 | India (bandiera)     | C     | Rowllin Borges        |
| 15 | India (bandiera)     | D     | Sanjeev Stalin        |
| 16 | India (bandiera)     | C     | Vinit Rai             |
| 17 | India (bandiera)     | C     | Mandar Rao Dessai     |
| 18 | Australia (bandiera) | D     | Rostyn Griffiths      |

| N. |                      | Ruolo | Calciatore             |
| -- | -------------------- | ----- | ---------------------- |
| 22 | India (bandiera)     | P     | Bhaskar Roy            |
| 23 | India (bandiera)     | C     | Vignesh Dakshinamurthy |
| 24 | Scozia (bandiera)    | A     | Greg Stewart           |
| 25 | Senegal (bandiera)   | D     | Mourtada Fall          |
| 28 | India (bandiera)     | A     | Ayush Chhikara         |
| 29 | India (bandiera)     | C     | Bipin Singh            |
| 30 | Argentina (bandiera) | A     | Jorge Pereyra Díaz     |
| 32 | India (bandiera)     | P     | Ahan Prakash           |
| 33 | India (bandiera)     | D     | Gursimrat Singh Gill   |
| 36 | India (bandiera)     | C     | Asif Khan              |
| 43 | India (bandiera)     | C     | PC Rohlupuia           |
| 44 | India (bandiera)     | D     | Halen Nongtdu          |
| 45 | India (bandiera)     | C     | Lalengmawia            |
| 77 | India (bandiera)     | C     | Gyamar Nikum           |
| 93 | India (bandiera)     | D     | Hardik Bhatt           |

### Altri giocatori
| N. |                  | Ruolo | Calciatore       |
| -- | ---------------- | ----- | ---------------- |
|    | India (bandiera) | C     | Jackichand Singh |

| N. |  | Ruolo | Calciatore |
| -- |  | ----- | ---------- |

### Staff tecnico
- Des Buckingham - Allenatore
- Hiroshi Miyazawa - Assistente
- Anthony Fernandes - Assistente
- Manuel Sayabera - Preparatore atletico
- Prateek Maira - Team Manager

## Calciomercato
| Acquisti | Acquisti               | Acquisti        | Acquisti      |
| R.       | Nome                   | da              | Modalità      |
| -------- | ---------------------- | --------------- | ------------- |
| P        | Bhaskar Roy            | Rajasthan Utd   | Definitivo    |
| P        | Phurba Lachenpa        |                 |               |
| P        | Mohammad Nawaz         |                 |               |
| D        | Mourtada Fall          |                 |               |
| D        | Sanjeev Stalin         | Kerala Blasters | Definitivo    |
| D        | Rostyn Griffiths       | Melbourne City  | Definitivo    |
| D        | Mehtab Singh           |                 |               |
| D        | Amey Ranawade          |                 |               |
| D        | Gursimrat Singh Gill   | ATK Mohun Bagan | Definitivo    |
| D        | Rahul Bheke            |                 |               |
| C        | Ahmed Jahouh           |                 |               |
| C        | Jackichand Singh       | East Bengal     | Fine prestito |
| C        | Alberto Noguera        |                 | Svincolato    |
| C        | Vinit Rai              |                 |               |
| C        | PC Rohlupuia           | Mumbai City B   | Definitivo    |
| C        | Mandar Rao Dessai      |                 |               |
| C        | Bipin Singh            |                 |               |
| C        | Vignesh Dakshinamurthy |                 |               |
| C        | Lalengmawia            |                 |               |
| C        | Asif Khan              |                 |               |
| C        | Rowllin Borges         |                 |               |
| A        | Greg Stewart           | Jamshedpur      | Definitivo    |
| A        | Lallianzuala Chhangte  | Chennaiyin      | Definitivo    |
| A        | Jorge Pereyra Díaz     | Platense        | Definitivo    |
| A        | Vikram Pratap Singh    |                 |               |
| A        | Gurkirat Singh         |                 |               |
| A        | Ayush Chhikara         | Mumbai City B   | Definitivo    |

| Cessioni | Cessioni              | Cessioni      | Cessioni      |
| R.       | Nome                  | a             | Modalità      |
| -------- | --------------------- | ------------- | ------------- |
| P        | Ravi Kumar            | Odisha        | Fine prestito |
| P        | Vikram Lakhbir Singh  |               | Svincolato    |
| D        | Mohammad Rakip        | East Bengal   | Definitivo    |
| D        | Valpuia               | Punjab FC     | Prestito      |
| D        | Huidrom Naocha Singh  | Punjab FC     | Prestito      |
| C        | Cassinho              | Vila Nova     | Fine prestito |
| C        | Raynier Fernandes     | Odisha        | Prestito      |
| C        | Chanso Horam          | Rajasthan Utd | Prestito      |
| C        | Naorem Tondomba Singh | NEROCA        | Prestito      |
| A        | Lallianzuala Chhangte | Chennaiyin    | Fine prestito |
| A        | Igor Angulo           |               | Svincolato    |
| A        | Diego Maurício        |               | Svincolato    |
| A        | Brad Inman            |               | Svincolato    |
| A        | Pranjal Bhumij        | Punjab FC     | Definitivo    |

### Mercato invernale
| Acquisti | Acquisti      | Acquisti      | Acquisti   |
| R.       | Nome          | da            | Modalità   |
| -------- | ------------- | ------------- | ---------- |
| P        | Ahan Prakash  | Indian Arrows | Definitivo |
| D        | Halen Nongtdu | Indian Arrows | Definitivo |
| D        | Hardik Bhatt  | Rajasthan Utd | Definitivo |
| C        | Gyamar Nikum  | Rajasthan Utd | Definitivo |

| Cessioni | Cessioni | Cessioni | Cessioni |
| R.       | Nome     | a        | Modalità |
| -------- | -------- | -------- | -------- |

## Risultati

### Indian Super League
| Arbitro: | Nagvenkar T. |

|                                                     |           |                                                                    |
| João Victor 45+4’ (Rig.) 75’ Holicharan Narzary 50’ | Marcatori | 22’ (A.g.) Chinglensana Singh 67’ Greg Stewart 85’ Alberto Noguera |

| Arbitro: | Banerji P. |

|                                              |           |  |
| Shubham Sarangi 51’ (A.g.) Bipin Singh 90+5’ | Marcatori |  |

| Arbitro: | Venkatesh R. |

|                          |           |                  |
| Lallianzuala Chhangte 8’ | Marcatori | 12’ Daniel Chima |

| Arbitro: | Purkayastha A. |

|  |           |                                         |
|  | Marcatori | 21’ Mehtab Singh 31’ Jorge Pereyra Díaz |

| Arbitro: | Rowan A. |

|                                               |           |                                         |
| Lallianzuala Chhangte 5’ Rostyn Griffiths 73’ | Marcatori | 48’ (A.g.) Mehtab Singh 89’ Carl McHugh |

| Arbitro: | Kanojia A. |

|                                               |           | |
| Petar Slišković 20’ Abdenasser El Khayati 32’ | Marcatori | 34’ Jorge Pereyra Díaz 45+3’ (Rig.) Greg Stewart 49’ Vinit Rai 60’ Vignesh Dakshinamurthy 65’ Alberto Noguera 90+1’ Bipin Singh |

| Arbitro: | Srikrishna C. |

|                                                                                  |           |  |
| Jorge Pereyra Díaz 14’ Lalengmawia 32’ Bipin Singh 58’ Lallianzuala Chhangte 74’ | Marcatori |  |

| Arbitro: | Nathan S. |

|                   |           |                                                                |
| Parthib Gogoi 17’ | Marcatori | 10’ (Rig.) Ahmed Jahouh 28’ Bipin Singh 46’ Jorge Pereyra Díaz |

| Arbitro: | Mondal P. |

|                                                                           |           |                      |
| Jorge Pereyra Díaz 16’, 48’ Lallianzuala Chhangte 42’ Alberto Noguera 55’ | Marcatori | 22’ Iker Guarrotxena |

| Arbitro: | Nagvenkar T. |

|  |           |                                       |
|  | Marcatori | 26’, 60’ Lalengmawia 50’ Greg Stewart |

| Arbitro: | Banerji P. |

|                                            |           |                     |
| Lallianzuala Chhangte 38’ Greg Stewart 58’ | Marcatori | 34’ Petar Slišković |

| Arbitro: | Rowan A. |

|                           |           |                                                                    |
| Diego Maurício 62’, 90+1’ | Marcatori | 56’, 80’ Lallianzuala Chhangte 69’ Bipin Singh 86’ Alberto Noguera |

| Arbitro: | Srikrishna C. |

|                                                             |           |  |
| Jorge Pereyra Díaz 4’, 22’ Greg Stewart 10’ Bipin Singh 16’ | Marcatori |  |

| Arbitro: | Nagvenkar T. |

|  |           |                           |
|  | Marcatori | 29’ Lallianzuala Chhangte |

| Arbitro: | Kanojia A. |

|                                                                       |           |  |
| Ahmed Jahouh 6’ Jorge Pereyra Díaz 11’ Greg Stewart 16’ Vinit Rai 45’ | Marcatori |  |

| Arbitro: | Nathan S. |

|                          |           |                                                   |
| Boris Singh Thangjam 63’ | Marcatori | 80’ Lallianzuala Chhangte 86’ Vikram Pratap Singh |

| Arbitro: | Kundu H. |

|                               |           |                   |
| Jorge Pereyra Díaz 23’ (Rig.) | Marcatori | 65’ Hitesh Sharma |

| Arbitro: | Rowan A. |

|                                      |           |                   |
| Sunil Chhetri 57’ Javi Hernández 70’ | Marcatori | 77’ Mourtada Fall |

| Arbitro: | Banerji P. |

|                                                            |           | |
| Noah Sadaoui 5’ Brandon Fernandes 42’ Brison Fernandes 84’ | Marcatori | 18’, 44’ Greg Stewart 40’ Jorge Pereyra Díaz 71’ (rig.) Lallianzuala Chhangte 77’ Vikram Pratap Singh |

| Arbitro: | Nagvenkar T. |

|  |           |                         |
|  | Marcatori | 53’ Naorem Mahesh Singh |

#### Andamento in campionato
| Giornata  | 1 | 2 | 3 | 4 | 5 | 6 | 7 | 8 | 9 | 10 | 11 | 12 | 13 | 14 | 15 | 16 | 17 | 18 | 19 | 20 | 21 | 22 |
| --------- | - | - | - | - | - | - | - | - | - | -- | -- | -- | -- | -- | -- | -- | -- | -- | -- | -- | -- | -- |
| Luogo     | T | C | C | T | C | T | C | T | C | X  | T  | C  | T  | C  | T  | C  | T  | C  | T  | T  | C  | X  |
| Risultato | N | V | N | V | N | V | V | V | V | X  | V  | V  | V  | V  | V  | V  | V  | N  | P  | V  | P  | X  |
| Posizione | 6 | 2 | 4 | 3 | 3 | 2 | 2 | 1 | 1 | 2  | 1  | 1  | 1  | 1  | 1  | 1  | 1  | 1  | 1  | 1  | 1  | 1  |

Legenda:

Luogo: C = Casa; T = Trasferta. Risultato: V = Vittoria; N = Pareggio; P = Sconfitta.

#### Semifinali
| Arbitro: | Venkatesh R. |

|  |           |                   |
|  | Marcatori | 78’ Sunil Chhetri |

| Arbitro: | Kumar Gupta R. |

|                                                                         |                      |                                                                          |
| Javi Hernández 22’                                                      | Marcatori            | 30’ Bipin Singh 66’ Mehtab Singh                                         |
| J. Hernández Krishna Alan Chhetri Pablo Pérez Das Kumar Wangjam Jhingan | Tiri di rigore 9 – 8 | Stewart Pereyra Díaz L. Chhangte Jahouh Bheke V. Singh Fall Rai M. Singh |

### Super Cup
| Arbitro: | Senthil Nathan S |

|                                                     |           |                    |
| Mehtab Singh 26’ Lallianzuala Chhangte 90+1’ (Rig.) | Marcatori | 9’ Ansumana Kromah |

| Arbitro: | Mondal P. |

|                                   |           |                 |
| Wilmar Jordán Gil 32’ (Rig.), 50’ | Marcatori | 85’ Lalengmawia |

| Arbitro: | Kundu H. |

|                    |           |  |
| Ayush Chhikara 33’ | Marcatori |  |

#### Andamento in coppa
| Giornata  | 1 | 2 | 3 |  |
| --------- | - | - | - |  |
| Luogo     | C | T | C |  |
| Risultato | V | P | V |  |
| Posizione | 2 | 2 | 2 |  |

Legenda:

Luogo: C = Casa; T = Trasferta. Risultato: V = Vittoria; N = Pareggio; P = Sconfitta.

### Durand Cup

#### Fase a gironi
| Arbitro: | Nathan S. |

|                                                                    |           |            |
| V. Singh 45+3’ Stewart 65’ (Rig.) Lallianzuala Chhangte 89’, 90+1’ | Marcatori | 43’ Adersh |

| Arbitro: | Gupta RK |

|            |           |          |
| Colaco 40’ | Marcatori | 77’ Díaz |

| Arbitro: | Gupta RK |

|                                                                    |           |           |
| Stewart 10’ Chhangte 18’ Mehtab 36’ Jahouh 63’ (Rig.) Vikram 90+2’ | Marcatori | 67’ Nikum |

| Arbitro: | Gupta RK |

|                               |           |                               |
| Passi 17’, 34’ Silva 22’, 81’ | Marcatori | 27’ Stewart 36’, 43’ Chhangte |

##### Andamento
| Giornata  | 1 | 2 | 3 | 4 | 5 |
| --------- | - | - | - | - | - |
| Luogo     | C | T | X | C | T |
| Risultato | V | N | X | V | P |
| Posizione | 1 | 1 | 1 | 1 | 1 |

Legenda:

Luogo: C = Casa; T = Trasferta. Risultato: V = Vittoria; N = Pareggio; P = Sconfitta.

#### Quarti di finale
| Calcutta 11 settembre 2022, ore 14:30 UTC+5:30                                                                     | Mumbai City | 5 – 3 referto                      | Chennaiyin | Salt Lake Stadium |
| \| \| \| \| \| Lallianzuala 78’, 94’ Stewart 40’, 100’, 118’ \| Marcatori \| 59’ Slišković 89’ Jockson 112’ Ali \| |             |                                    |            |                   |
| |             |                                    |            |                   |
| Lallianzuala 78’, 94’ Stewart 40’, 100’, 118’                                                                      | Marcatori   | 59’ Slišković 89’ Jockson 112’ Ali |            |                   |

#### Semifinale
| Arbitro: | Kumar Gupta R. |

|  |           |             |
|  | Marcatori | 90+1’ Bipin |

### Finale
| Calcutta 18 settembre 2022, ore 14:30 UTC+5:30                             | Mumbai City | 1 – 2 referto            | Bengaluru | Salt Lake Stadium |
| \| \| \| \| \| Lalengmawia 30’ \| Marcatori \| 11’ Sivasakthi 61’ Costa \| |             |                          |           |                   |
|                                                                            |             |                          |           |                   |
| Lalengmawia 30’                                                            | Marcatori   | 11’ Sivasakthi 61’ Costa |           |                   |

| Mumbai City | Bengaluru |

|                 |    |                        |     |     |     |
|                 |    |                        |     |     |     |
| GK              | 1  | Phurba Lachenpa        |     |     |     |
| RB              | 15 | Sanjeev Stalin         |     |     |     |
| CB              | 18 | Rostyn Griffiths       |     |     |     |
| CB              | 25 | Mourtada Fall (c)      | 44’ | 66’ |     |
| LB              | 17 | Mandar Rao Dessai      |     |     |     |
| CM              | 10 | Ahmed Jahouh           | 87’ |     |     |
| CM              | 16 | Vinit Rai              |     | 66’ |     |
| OM              | 45 | Lalengmawia            |     | 74’ | 30’ |
| RW              | 29 | Bipin Singh            |     |     |     |
| CF              | 24 | Greg Stewart           |     |     |     |
| LW              | 7  | Lallianzuala Chhangte  |     |     |     |
| A disposizione: |    |                        |     |     |     |
| GK              | 22 | Bhaskar Roy            |     |     |     |
| CB              | 5  | Mehtab Singh           |     | 66’ |     |
| CB              | 33 | Gursimrat Singh Gill   |     |     |     |
| CM              | 8  | Alberto Noguera        |     | 66’ |     |
| CM              | 14 | Rowllin Borges         |     |     |     |
| CM              | 23 | Vignesh Dakshinamurthy |     |     |     |
| CM              | 36 | Asif Khan              |     |     |     |
| FW              | 6  | Vikram Pratap Singh    |     | 88’ |     |
| FW              | 9  | Gurkirat Singh         |     | 74’ |     |
| FW              | 28 | Ayush Chhikara         |     |     |     |
| Allenatore      |    |                        |     |     |     |
| Des Buckingham  |    |                        |     |     |     |

|                 |    |                       |       |     |     |
|                 |    |                       |       |     |     |
| GK              | 1  | Gurpreet Singh Sandhu |       |     |     |
| RB              | 33 | Prabir Das            |       | 80’ |     |
| CB              | 5  | Alan Costa            |       | 64’ | 61’ |
| CB              | 3  | Sandesh Jhingan       | 56’   |     |     |
| CB              | 4  | Aleksandar Jovanović  |       |     |     |
| LB              | 32 | Naorem Roshan Singh   |       | 80’ |     |
| CM              | 7  | Jayesh Rane           |       | 80’ |     |
| CM              | 6  | Bruno Ramires         | 90+5’ |     |     |
| OM              | 11 | Sunil Chhetri (c)     |       |     |     |
| CF              | 39 | Sivasakthi N          |       | 89’ | 11’ |
| CF              | 22 | Roy Krishna           |       |     |     |
| A disposizione: |    |                       |       |     |     |
| GK              | 30 | Lara Sharma           |       |     |     |
| CB              | 15 | Wungngayam Muirang    |       |     |     |
| CB              | 24 | Hira Mondal           |       | 80’ |     |
| CM              | 2  | Parag Shrivas         |       | 64’ |     |
| CM              | 12 | Danish Farooq Bhat    |       |     |     |
| CM              | 18 | Rohit Kumar           |       | 80’ |     |
| CM              | 25 | Namgyal Bhutia        |       | 89’ |     |
| CM              | 31 | Leon Augustine        |       |     |     |
| FW              | 19 | Faisal Ali            |       |     |     |
| FW              | 21 | Udanta Singh          |       | 80’ |     |
| Allenatore:     |    |                       |       |     |     |
| Simon Grayson   |    |                       |       |     |     |

### Qualificazione al 1º turno di AFC Champions League 2023-2024
| Arbitro: | Venkatesh R |

|               |           |                                                                       |
| Eli Sabiá 80’ | Marcatori | 51’ (Rig.) Ahmed Jahouh 70’ Alberto Noguera 90+4’ Vikram Pratap Singh |